# Auxiliary power unit

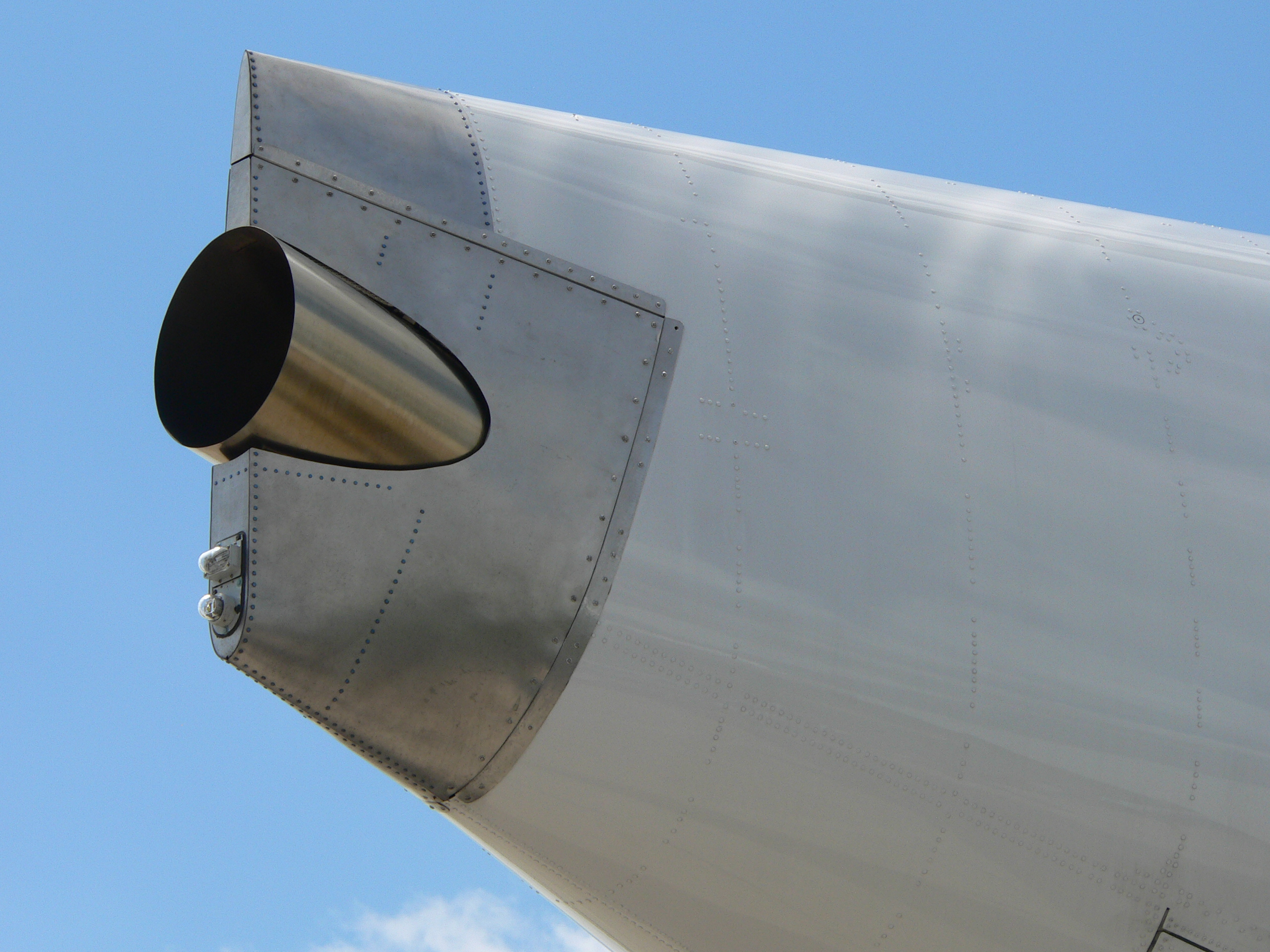
Avgasutblås för APU i stjärten på Airbus A380

Auxiliary power unit (APU) är en enhet som levererar elkraft, pneumatik eller hydraulik på ett fordon när de ordinarie kraftkällorna inte finns tillgängliga. APU kan finnas på flygplan, båtar, bussar, lastbilar och tåg, och kan vara diesel, elektrisk eller turbindrivna. Den vanligaste tillämpningen av hjälpkraftaggregat förekommer inom flygindustrin.

## APU hos flygplan
En vanlig tillämpning är hos trafikflygplan, där APU-enheten används för att leverera elkraft och hydraultryck när huvudmotorerna inte är i gång, och planet inte är inkopplat till flygplatsens elnät. APU:n används även för att starta huvudmotorerna. För flygplan är APU:n vanligen en gasturbin. Propellerplan drivs av bensindrivna fyrtaktsmotorer och startas med batteri och "normal" startmotor. Att starta en jetmotor är däremot mer avancerat och utförs med hjälp av APU. Jetdrivna flygplan utan APU (till exempel Boeing 707, 720 samt DC 8 och 10) kan över huvud taget inte starta sina jetmotorer (stillastående) utan tryckluftshjälp från marken och tre mans besättning samt två personer på marken.